# Franz Schleich
Franz Schleich (* 2. Juni 1956 in Feldbach) ist ein österreichischer Politiker (SPÖ) und Gewerbetreibender. Schleich war von 1991 bis 2015 Abgeordneter zum Steiermärkischen Landtag. Zudem war er Bürgermeister von Bairisch Kölldorf.
Schleich besuchte nach der Volksschule eine Hauptschule und absolvierte eine Ausbildung zum Vermessungstechniker. Er ist beruflich als Gewerbetreibender tätig.
Politisch war Schleich seit 1991 als Abgeordneter zum Landtag aktiv und dort SPÖ-Bereichssprecher für Wirtschaft. Zudem hat er das Amt des Bezirksvorsitzenden der SPÖ Feldbach inne. Er war bis Ende 2014 Bürgermeister von Bairisch Kölldorf. Der Ort wurde mit 2015 ein Teil der Gemeinde Bad Gleichenberg.
Zu seinen politischen Schwerpunkten gehören nach eigenen Angaben die Bereiche Europäische Union, Gemeinde, Raumordnung sowie Wohnbau.